# Auburn Correctional Facility
Auburn Correctional Facility er et delstatsfængsel på State Street i Auburn i Cayuga County i delstaten New York i USA, bygget på land som en gang i tiden tilhørte indianerstammen Cayugafolket. Klassificeringsmæssig er det et maksimumfængsel.
Anlægget blev bygget i 1816 som Auburn Prison, og var det andet delstatsfængslet i New York (efter Newgate i New York City, 1797-1828), og det var her den elektriske stol første gang blev benyttet i 1890. Fængslet har givet navn til Auburnsystemet, et program som blev tillempet i 1800-tallet til rehabilitering af fanger. Fængslet fik navnet Auburn Correctional Facility i 1970-tallet.

## Bemærkelsesværdige indsatte
- Abraham Greenthal, berygtet lommetyv; fængslet 1877-1884, dom omstødt af guvernør Grover Cleveland på fredag, 16 maj, 1884.[2]
- William Kemmler, første person henrettet i den elektriske stol.
- Robert Chambers, "preppy morder."
- Leon Czolgosz, præsident William McKinley morder, henrettet i Auburn den 29. oktober, 1901.[3]